# Xã Newport, Quận Luzerne, Pennsylvania
Xã Newport (tiếng Anh: Newport Township) là một xã thuộc quận Luzerne, tiểu bang Pennsylvania, Hoa Kỳ. Năm 2010, dân số của xã này là 5.374 người.